# Adrian Lester
Adrian Anthony Lester (Birmingham, 14 agosto 1968) è un attore britannico.

## Biografia

### Carriera
Nella sua carriera Adrian Lester ha preso parte a molti film come, I colori della vittoria, Pene d'amor perdute, Best eMaybe Baby. Nel 2001 recita al fianco di Joseph Fiennes e David Wenham nel film Dust.
A partire dal 2004 ottiene il ruolo di protagonista nella serie Hustle - I signori della truffa, nella parte del truffatore Mickey Stone, ruolo che ricopre fino al 2012. Nel 2008 diventa uno dei protagonisti della serie Bonekickers - I segreti del tempo, nel ruolo del dottor Ben Ergha, la serie viene conclusa dopo una sola stagione. Diventa, nel 2008, uno dei protagonisti del film di Neil Marshall, Doomsday - Il giorno del giudizio. L'anno successivo prende parte al film di Christian Alvart, Case 39.
Lester è un apprezzato attore teatrale e tra le sue interpretazioni più rilevanti si segnalano: Anthony in Sweeney Todd (1993), Robert in Company (1995, Laurence Olivier Award al miglior attore in un musical), Amleto in Hamlet (2002), Enrico V in Henry V (2003), Brick in La gatta sul tetto che scotta (2010), Otello in Otello (2013, Evening Standard Theatre Award) e Ira Aldridge in Red Velvet (2016). Nel 2021 ha fatto il suo debutto a Broadway nella pièce di Lehman Trilogy, per cui ha ricevuto una candidatura al Tony Award al miglior attore protagonista in un'opera teatrale.

### Vita privata
È stato sposato con Lolita Chakrabarti dal 1997 al 2024 e la coppia ha avuto due figlie.

## Filmografia parziale

### Cinema
- Les soeurs Soleil, regia di Jeannot Szwarc (1997)
- I colori della vittoria (Primary Colors), regia di Mike Nichols (1998)
- Maybe Baby, regia di Ben Elton (2000)
- Pene d'amor perdute (Love's Labour's Lost), regia di Kenneth Branagh (2000)
- Best, regia di Mary McGuckian (2000)
- Romantici nati (Born Romantic), regia di David Kane (2000)
- Dust, regia di Milčo Mančevski (2001)
- The Day After Tomorrow - L'alba del giorno dopo (The Day After Tomorrow), regia di Roland Emmerich (2004)
- As You Like It - Come vi piace (As You Like It), regia di Kenneth Branagh (2006)
- Doomsday - Il giorno del giudizio (Doomsday), regia di Neil Marshall (2008)
- Case 39, regia di Christian Alvart (2009)
- Jimi: All Is by My Side, regia di John Ridley (2013)
- Maria regina di Scozia (Mary Queen of Scots), regia di Josie Rourke (2018)
- The Penitent, regia di David Mamet (2023)

### Televisione
- Giasone e gli Argonauti (Jason and the Argonauts), regia di Nick Willing – miniserie TV (2000)
- Hustle - I signori della truffa (Hustle) – serie TV, 42 episodi (2004-2012)
- Bonekickers - I segreti del tempo (Bonekickers) – serie TV, 8 episodi (2008)
- Merlin – serie TV, episodio 2x02 (2009)
- Riviera – serie TV, 9 episodi (2017)
- The Race - Corsa mortale (Curfew) – serie TV, episodi 1x01-1x02 (2019)
- The Rook, regia di Kari Skogland, China Moo-Young e Sunu Gonera – miniserie TV, 8 puntate (2019)
- Life, regia di Ben Gosling-Fuller e Kate Hewitt – miniserie TV (2020)
- The Undeclared War, regia di Peter Kosminsky – miniserie TV (2022)
- Nell - Rinnegata (Renegade Nell), regia di Ben Taylor, Amanda Brotchie, MJ Delaney – miniserie TV (2024)

## Teatro (parziale)
- Fences, di August Wilson, regia di Alby James. Garrick Theatre di Londra (1990)
- Come vi piace, di William Shakespeare, regia di Declan Donnellan. Albery Theatre di Londra (1991)
- Sei gradi di separazione, di John Guare, regia di Jerry Zaks. Royal Court Theatre di Londra (1992)
- Sweeney Todd, libretto di Hugh Wheeler, colonna sonora di Stephen Sondheim, regia di Declan Donnellan. National Theatre di Londra (1993)
- Company, libretto di George Furth, colonna sonora di Stephen Sondheim, regia di Sam Mendes. Donmar Warehouse (1995) e Albery Theatre di Londra (1996)
- Amleto, di William Shakespeare, regia di Peter Brook. Tour europeo e statunitense (2001)
- Enrico V, di William Shakespeare, regia di Nicholas Hytner. National Theatre di Londra (2003)
- La gatta sul tetto che scotta, di Tennessee Williams, regia di Debbie Allen. Novello Theatre di Londra (2009)
- Red Velvet, di Lolita Chakrabarti, regia di Indhu Rubasingham. Tricycle Theatre di Londra (2012), St Ann's Warehouse di New York (2014), Garrick Theatre di Londra (2016)
- Otello, di William Shakespeare, regia di Nicholas Hytner. National Theatre di Londra (2013)
- Guys and Dolls, libretto di Jo Swerling e Abe Burrows, colonna sonora di Frank Loesser, regia di Stephen Mear. Royal Albert Hall di Londra (2018)
- Cost of Living, di Martyna Majok, regia di Edward Hall. Hampstead Theatre di Londra (2019)
- Lehman Trilogy di Stefano Massini, regia di Sam Mendes. Nederlander Theatre di Broadway (2021)

## Doppiatori italiani
Nelle versioni in italiano delle opere in cui ha recitato, Adrian Lester è stato doppiato da:
- Fabrizio Vidale in Bonekickers: I segreti del tempo, Pene d'amor perdute, The Race - Corsa mortale, Nell - Rinnegata
- Nanni Baldini in The Day After Tomorrow - L'alba del giorno dopo, Dust, The Penitent
- Riccardo Scarafoni in Case 39, Riviera
- Vittorio Guerrieri in Hustle: I signori della truffa
- Simone Mori in Doomsday: Il giorno del giudizio
- Danilo De Girolamo in I colori della vittoria
- Stefano Mondini in Maybe Baby
- Alessandro Ballico in Merlin
- Angelo Maggi in Best
- Mauro Gravina in Maria regina di Scozia
- Alberto Angrisano in The Sandman